# Oxyurichthys paulae
Oxyurichthys paulae är en fiskart som beskrevs av Pezold, 1998. Oxyurichthys paulae ingår i släktet Oxyurichthys och familjen smörbultsfiskar. Inga underarter finns listade i Catalogue of Life.